# Hendrik Feldwehr
Hendrik Feldwehr (Bremerhaven, 18 augustus 1986) is een Duitse zwemmer. Hij vertegenwoordigde Duitsland op de Olympische Zomerspelen 2012 in Londen. Op de langebaan is Feldwehr houder van het Europees record op de 50 meter schoolslag en medehouder van het Europees record op de 4x100 meter wisselslag.

## Carrière
Bij zijn internationale debuut, op de wereldkampioenschappen zwemmen 2009 in de Italiaanse hoofdstad Rome, eindigde Feldwehr als vierde op de 50 meter schoolslag en als zevende op de 100 meter schoolslag. Samen met Helge Meeuw, Benjamin Starke en Paul Biedermann veroverde hij de zilveren medaille op de 4x100 meter wisselslag. Op de Europese kampioenschappen kortebaanzwemmen 2009 in Istanboel eindigde de Duitser als negende op de 50 meter schoolslag en werd hij uitgeschakeld in de halve finales van de 100 meter schoolslag, op de 4x50 meter wisselslag won hij samen met Thomas Rupprath, Johannes Dietrich en Stefan Herbst de zilveren medaille.
Tijdens de Europese kampioenschappen zwemmen 2010 in Boedapest eindigde Feldwehr als zevende op de 100 meter schoolslag en strandde hij in de halve finales van de 50 meter schoolslag. Met Stefan Herbst, Steffen Deibler en Markus Deibler werd hij gediskwalificeerd in de finale van de 4x100 meter wisselslag. In Eindhoven nam Feldwehr deel aan de Europese kampioenschappen kortebaanzwemmen 2010, op dit toernooi legde hij beslag op de zilveren medaille op de 100 meter schoolslag en op de bronzen medaille op de 50 meter schoolslag. Op de 4x50 meter wisselslag veroverde hij samen met dezelfde drie zwemmers de Europese titel. Op de wereldkampioenschappen kortebaanzwemmen 2010 in Dubai werd Feldwehr uitgeschakeld in de halve finales van de 50 meter schoolslag en in de series van de 100 meter schoolslag. Op de 4x100 meter wisselslag werd hij weer met dezelfde estafette-ploeg zevende.
Tijdens de wereldkampioenschappen zwemmen 2011 in Shanghai eindigde hij als vierde op de 50 meter schoolslag, op de 100 meter schoolslag strandde hij in de halve finales. Op de 4x100 meter wisselslag won hij samen met Helge Meeuw, Benjamin Starke en Paul Biedermann brons.
In Londen nam Feldwehr deel aan de Olympische Zomerspelen van 2012, maar op dit toernooi werd hij uitgeschakeld in de series van de 100 meter schoolslag.

## Internationale toernooien
| Jaar | Olympische Spelen   | WK langebaan                                                | WK kortebaan                                                | EK langebaan                                               | EK kortebaan                                               |
| ---- | ------------------- | ----------------------------------------------------------- | ----------------------------------------------------------- | ---------------------------------------------------------- | ---------------------------------------------------------- |
| 2009 |                     | 4e 50m schoolslag · 7e 100m schoolslag · 4x100m wisselslag  |                                                             |                                                            | 9e 50m schoolslag · 11e 100m schoolslag · 4x50m wisselslag |
| 2010 |                     |                                                             | 15e 50m schoolslag 17e 100m schoolslag 7e 4x100m wisselslag | 12e 50m schoolslag 7e 100m schoolslag DQ 4x100m wisselslag | 50m schoolslag · 100m schoolslag · 4x50m wisselslag        |
| 2011 |                     | 4e 50m schoolslag · 15e 100m schoolslag · 4x100m wisselslag |                                                             |                                                            | geen deelname                                              |
| 2012 | 21e 100m schoolslag |                                                             | geen deelname                                               | geen deelname                                              | geen deelname                                              |

## Persoonlijke records
(Bijgewerkt tot en met 12 december 2009)
Kortebaan
| Afstand         | Tijd  | Datum            | Plaats    |
| --------------- | ----- | ---------------- | --------- |
| 50m schoolslag  | 26,56 | 12 december 2009 | Istanboel |
| 100m schoolslag | 57,67 | 27 november 2009 | Essen     |

Langebaan
| Afstand         | Tijd  | Datum        | Plaats |
| --------------- | ----- | ------------ | ------ |
| 50m schoolslag  | 26,83 | 28 juli 2009 | Rome   |
| 100m schoolslag | 59,15 | 26 juli 2009 | Rome   |